# Souvenirs à vendre (nouvelle)
We Can Remember It for You Wholesale
Souvenirs à vendre (titre original : We Can Remember It for You Wholesale) est une nouvelle de science-fiction de Philip K. Dick, publiée en avril 1966.

## Publications
La nouvelle a initialement été publiée dans la revue The Magazine of Fantasy & Science Fiction en avril 1966.
Elle a été publiée en France sous différents titres et a connu différentes traductions :
- De mémoire d'homme, traduction de Michel Demuth, Éditions OPTA, Fiction no 153, Paris, août 1966
- Souvenirs garantis, prix raisonnables, traduction de Bernard Raisin, dans Histoires de mirages, coll. La Grande Anthologie de la science-fiction no 3816, Le Livre de poche, 1984, pages 214 à 246  (ISBN 2-253-03582-3)
- Souvenirs à vendre, traduction de Bernard Raisin, dans Nouvelles 1963-1981, Denoël, coll. Présences no 42, 720 pages, 1998  (ISBN 2-207-24591-8)
- Souvenirs à vendre, traduction de Hélène Collon, dans Nouvelles, tome 2 / 1953-1981, Denoël, coll. Lunes d'encre no 16, 1392 pages, 2000  (ISBN 2-207-25175-6); réédition en 2006  (ISBN 2-207-25871-8)
- Souvenirs à vendre, traduction de Hélène Collon, dans Minority Report, Gallimard, coll. Folio SF no 109, 2002  (ISBN 2-07-042606-8); réédité sous le titre Total Recall en 2012  (ISBN 978-2-07-044890-6)

## Résumé
Douglas Quail est un obscur employé du futur qui rêve d'aller un jour sur Mars. Mais ses revenus ne le lui permettent pas, et sa femme Kirsten ne veut pas entendre parler de ce projet.
Douglas se rend donc chez Rekal Inc., une société qui implante de faux souvenirs. Il est reçu par le gérant, un dénommé McClane, qui lui explique que moyennant le paiement de 1 140 postcreds, des souvenirs concernant un prétendu voyage de deux semaines sur Mars lui seront implantés. Il recevra ensuite par la poste des accessoires (dague martienne, photographies, exemplaires de la faune et de la flore martiennes, etc.) lui laissant penser qu'il aura effectivement vécu ce dont il croit se souvenir ; de plus il aura complètement oublié être venu chez Rekal.
Le jour dit, après avoir payé, il se rend chez Rekal et est endormi. Néanmoins le traitement psychique ne se déroule pas comme prévu. Il apparaît aux techniciens et à McClane que Douglas est déjà allé sur Mars, travaillant pour les services secrets, Interplan, et que sa mémoire a déjà été effacée. McClane, qui ne veut pas avoir d'ennuis avec Douglas ou Interplan, et ignorant les résultats d'une implantation de faux souvenirs sur de vrais souvenirs similaires effacés, interrompt le processus. Douglas, endormi, est mis dans un taxi avec 570 postcreds, soit la moitié du prix payé.
Groggy, Douglas se réveille dans le taxi. Comme le traitement a été interrompu, il se souvient être allé chez Rekal : il se demande pourquoi il ne se souvient pas du voyage promis, et pourquoi il a une somme de 570 postcreds dans sa poche. Il retourne alors chez Rekal et demande la restitution du reliquat : McClane s'exécute immédiatement, mais ne révèle pas à Douglas ce qu'il s'est passé.
Très étonné, Douglas rentre chez lui. Il se pose des questions. En fouillant dans ses affaires, il découvre de vrais exemplaires de la faune martienne : n'a-t-il jamais mis les pieds sur Mars, ou alors y est-il allé ? Il pose des questions à sa femme Kirsten qui, lassée, décide de le quitter.
Peu de temps après, il est arrêté par des policiers d'Interplan, qui lui confirment qu'il est déjà allé sur Mars, et qu'un émetteur télépathique a été implanté dans sa tête. Les souvenirs commencent à surgir : Douglas se souvient que sur Mars, il a tué un homme, peut-être un agent d'Interplan, et qu'il est donc un meurtrier. Subitement, afin de ne pas être exécuté ou emprisonné, il décide de s'échapper : après une brève bagarre avec les policiers, il s'échappe de la maison.
Il erre sans but, en se cachant.
Soudain, par l'émetteur télépathique, une voix résonne dans sa tête : il doit se rendre ; il sait bien qu'il va être repris dans un proche avenir. Une conversation s'engage alors entre lui et Interplan. Il tente de négocier : plutôt qu'être exécuté, ne serait-il pas plus simple qu'on lui implante de nouveaux souvenirs, encore plus profonds ? Par exemple, tout homme a des fantasmes : ne pourrait-on pas lui implanter le faux souvenir qu'il était milliardaire, et qu'il a donné toute sa fortune à des œuvres de charité ? ou qu'il était un play-boy interplanétaire, follement admiré des femmes, et qu'il a décidé de se retirer pour cause de surmenage ?
Interplan accepte sa proposition. Des psychiatres d'Interplan examinent le psychisme de Douglas, et déterminent que son « désir-fantasme de base » inconscient est le suivant : il a neuf ans et marche sur une route de campagne ; des vaisseaux spatiaux extra-terrestres se présentent à lui ; ce sont des éclaireurs qui doivent déterminer si l'invasion de la Terre doit avoir lieu ; comme Douglas est un enfant fondamentalement bon, généreux et sympathique, les extra-terrestres décident que tant qu'il vivra, il n'y aura pas d'invasion ; ainsi le simple fait que Douglas vive passivement lui permet d'être le Sauveur et l'homme le plus important de la Terre.
Les agents d'Interplan accompagnent Douglas chez Rekal afin que l'on procède à l'implantation de ces faux souvenirs correspondant à son fantasme de base. McClane fait savoir qu'il n'y a aucun problème. Les anciens souvenirs concernant le voyage sur Mars sont alors vraiment effacés, et la procédure d'implantation commence. Pendant ce temps, McClane prépare les accessoires qui permettront à Douglas de penser qu'il a vraiment été le Sauveur de la Terre : on lui remettra une carte stellaire extraterrestre, une baguette extraterrestre de guérison, un courrier du Secrétaire général des Nations unies le remerciant d'avoir sauvé la planète et lui recommandant le plus grand secret.
Mais McClane est interrompu par ses techniciens : il y a encore un problème. On découvre alors que Douglas Quail a vraiment rencontré des extraterrestres à l'âge de neuf ans, et que son « désir-fantasme de base » inconscient est en réalité la vérité, ce que tout le monde ignorait !
McClane n'a plus besoin de préparer une fausse lettre de remerciement du Secrétaire général des Nations unies : « La vraie ne tarderait sans doute pas à arriver » (dernière phrase de la nouvelle).

## Adaptations cinématographiques
- La nouvelle a été partiellement adaptée en 1990 par Paul Verhoeven sous le titre  Total Recall. Cette adaptation reprend le thème de l'effacement de la mémoire et de l'implantation de faux souvenirs, mais à la différence de la nouvelle de Dick :
  - le héros est le Sauveur de la planète Mars, où se déroule la plus grande partie de l'action (alors que dans la nouvelle, l'intégralité de l'action se déroule sur Terre) ;
  - les services secrets sont mauvais (alors que l'Interplan de Dick est un organisme neutre) ;
  - l'épouse Lori (Kirsten dans la nouvelle) est une espionne chargée de surveiller Douglas (ce qui n'est pas le cas dans la nouvelle).
- Une seconde adaptation de la nouvelle est réalisée par Len Wiseman en 2012 sous le titre Total Recall : Mémoires programmées. Le scénario reprend globalement celui de la première adaptation.